# Jazz (албум групе Queen)
Jazz је седми студијски албум британске рок групе Квин, објављен 10. новембра 1978. године. Албум је у Уједињеном Краљевству објавила кућа ЕМИ рекордс, док је у САД то урадила кућа Електра рекордс. Продуцирао га је Рој Томас Бејкер, а омот албума је предложио Роџер Тејлор, који је раније видео сличан дизајн на Берлинском зиду. Различити музички стилови албума наизменично су хваљени и критиковани. Досегао је друго место на топ листи UK Albums Chart и шесто место на америчком Билборд 200. Продато је преко пет милиона примјерака албума Jazz широм света.

## Списак песама
Све водеће вокале пева Фреди Меркјури осим ако је назначено другачије.
| №  | Назив                    | Водећи вокали              | Трајање |  |
| 1. | "Mustapha"               |                            | 3:03    |  |
| 2. | "Fat Bottomed Girls"     | Меркјури са Брајаном Мејом | 4:14    |  |
| 3. | "Jealousy"               |                            | 3:14    |  |
| 4. | "Bicycle Race"           |                            | 3:04    |  |
| 5. | "If You Can't Beat Them" |                            | 4:15    |  |
| 6. | "Let Me Entertain You"   |                            | 3:01    |  |

| №               | Назив                     | Водећи вокали        | Трајање |  |
| 7.              | "Dead on Time"            |                      | 3:23    |  |
| 8.              | "In Only Seven Days"      |                      | 2:30    |  |
| 9.              | "Dreamer's Ball"          |                      | 3:30    |  |
| 10.             | "Fun It"                  | Тејлор са Меркуријем | 3:29    |  |
| 11.             | "Leaving Home Ain't Easy" | Меј                  | 3:15    |  |
| 12.             | "Don't Stop Me Now"       |                      | 3:29    |  |
| 13.             | "More of That Jazz"       | Тејлор               | 4:12    |  |
| Укупно трајање: | Укупно трајање:           | Укупно трајање:      | 44:39   |  |

## Топ листе
| Топ листа (1978)         | Највиша позиција |
| ------------------------ | ---------------- |
| Austrian Albums Chart    | 8                |
| Canadian Albums Chart    | 13               |
| Dutch Albums Chart       | 3                |
| French Albums Chart      | 7                |
| German Albums Chart      | 5                |
| New Zealand Albums Chart | 20               |
| Norwegian Albums Chart   | 6                |
| Swedish Albums Chart     | 6                |
| UK Albums Chart          | 2                |
| US Billboard 200         | 6                |